# Oncidium marshallianum
Oncidium marshallianum  es una especie de orquídeas del género Oncidium, de la subfamilia Epidendroideae,  familia Orchidaceae. Es nativa del sudeste de Brasil.

## Descripción
Es una orquídea de tamaño mediano, que prefiere el clima fresco, de crecimiento epífita o, a veces, de hábitos terrestres  que tiene pseudobulbos agrupados, oblongo-ovoides , ligeramente comprimidos con 2 hoja apicales, erectas, rígidas, oblongo-lanceoladas y agudas. Florece en una inflorescencia extendida a arqueada,de más de 180 cm de largo, con muchas flores que se producen desde un nuevo pseudobulbo maduro, con brácteas rígidas y de forma triangular, estrechas, muy agudas y llevando flores variables en tamaño y color que florecen en la primavera. 

## Distribución y hábitat
Es una especie que se encuentra en la costa  frente al mar en las montañas de los estados de Río de Janeiro y Minas Gerais, como  epífita en lo alto de los árboles en las ramas gruesas verticales en unas alturas  de 1000 a 1500 metros.

## Sinonimia
- Anettea marshalliana (Rchb.f.) Szlach. & Mytnik, Polish Bot. J. 51: 50 (2006).
- Brasilidium marshallianum (Rchb.f.) Campacci (2006)[1]